# Городок алюминщиков
Городок алюминщиков (ЦЖС) — комплекс жилых зданий в городе Каменске-Уральском Свердловской области. Комплекс из четырёх домов расположен в Красногорском районе (Алюминиевая ул., 12; Исетская, 11; Каменская, 9; Строителей, 10).
Квартал ЦЖС (Центральная жилищная секция) занимает территорию 225 х 245 м, расположен в квадрате современных улиц Каменской, Алюминиевой, Строителей и Исетской. Четыре жилых корпуса пилообразной формы вытянуты вдоль улиц под углом к ним. 
Постановлением Правительства Свердловской области № 859-ПП от 28 декабря 2001 года присвоен статус памятника архитектуры регионального значения.

## Архитектура
Здания имеют важное градоформирующее значение, являются образцами жилых домов, возведённых в формах конструктивизма с декором в формах советской неоклассики. Комплекс центральной жилищной секции — образец соцгорода 1930-х годов.
В 1934 году Ленинградской проектной организацией «Монтажпроекталюминий» был разработан «Генеральный план Уральского алюминиевого комбината с прилегающим к нему рабочим посёлком на 20 000 жителей». Согласно этому проекту началась застройка квартала первыми многоэтажными домами. Комплекс положил начало созданию центральной части жилого района соцгорода УАЗа.
В основу проекта положен план «Городка чекистов» в Екатеринбурге (тогда Свердловске), выполненный в 1929 году. В центральной части комплекса должны были находиться объекты соцкультбыта, а в северо-западной части — общежитие «Корпус холостых». В проекте было заложено благоустройство двора: фонтаны, малые архитектурные формы.
Комплекс состоит из четырёх домов, каждый из которых разделён на три пятиэтажный объёма, соединенных друг с другом торцами со смещением. Фасады зданий разделены вертикальными выступами в которые положены лестничные клетки и балконы. Балконы объединены между собой по вертикали и горизонтали в композиции. Торцевые фасады домов по улицам Каменской и Алюминиевой украшают фризы с геометрическим рисунком. Верхние части южных и восточных фасадов домов по улицам Строителей и Исетской украшены геометрическим орнаментом.